# 青楷槭
青楷槭（学名：Acer tegmentosum）为無患子科 楓属下的一个种。
青楷槭舊的歸類是 槭樹科 槭屬 ，現已更正為無患子科 楓屬。

## 扩展阅读
- 維基物種上的相關：青楷槭